# Brachyzapfes elliptica
Brachyzapfes elliptica is een rankpootkreeftensoort uit de familie van de Zapfellidae.